# Ladislav Potměšil
Ladislav Potměšil (* 2. September 1945 in Prag; † 12. Juli 2021 ebenda) war ein tschechischer Schauspieler.

## Leben
Potměšil absolvierte 1969 die Theaterfakultät der Akademie der Musischen Künste in Prag (DAMU). Er wirkte als Theaterschauspieler und war ab 1993 am Divadlo na Vinohradech tätig. Außerdem war Potměšil zwischen 1961 und 2017 in über 130 Film- und Fernsehproduktionen zu sehen. Er verkörperte  1997 in dem tschechischen Märchenfilm Rumpelstilzchen & Co. (Rumplcimprcampr) den Stiefvater des Ziegenmädchens Maria. Von 2010 bis 2012 wirkte er in  132 Folgen der Fernsehserie Cesty domů als Petr Kosík mit.

## Filmografie (Auswahl)
- 1961: Das Eismeer ruft (Ledove more vola)
- 1963: Transport aus dem Paradies (Transport z ráje)
- 1965: Der fünfte Reiter ist die Angst (…a pátý jezdec je Strach)
- 1965: 31 Grad im Schatten (Ninety Degrees in the Shade)
- 1973: Mitternachtskolonne (Pulnocní kolona)
- 1979: Das Geheimnis der stählernen Stadt (Tajemství Ocelového mesta)
- 1980: Geschichte der Wände oder Wie eine Siedlung entsteht (Panelstory aneb Jak se rodí sídliste)
- 1987: Der Tod der schönen Rehe (Smrt krásných srncu)
- 1987: Disco-Story (Discopríbeh)
- 1991: Das Geheimnis der weißen Hirsche (Území bílých králu; Fernseh-Miniserie, sechs Folgen)
- 1993: Die Rückkehr der Märchenbraut (Arabela se vrací; Fernsehserie, 3 Folgen)
- 1995: Byl jednou jeden polda
- 1997: Byl jednou jeden polda II: Major Maisner opet zasahuje!
- 1997: Rumpelstilzchen & Co. (Rumplcimprcampr, Fernsehfilm)
- 1999: Byl jednou jeden polda III – Major Maisner a tancící drak
- 2008: Das bezauberndste Rätsel (Nejkrásnejsí hádanka)
- 2010–2012: Cesty domů (Fernsehserie, 132 Folgen)
- 2014–2015: Svatby v Benátkách (Fernsehserie, 76 Folgen)
- 2015–2017: Prístav (Fernsehserie, 75 Folgen)